# Hermann von Spaun
Hermann Freiherr von Spaun (* 1833. május 9. Bécs; † 1919. május 28. Görz) a Császári és Királyi Haditengerészet tengernagya és 1898–1904 között a haditengerészet parancsnoka volt. Jelentős mértékben járult hozzá az osztrák-magyar flotta kiépítéséhez.

## Családja
A családja sváb eredetű volt, első dokumentumokban említett tagjáról, a paraszti és cérnafonó (Garnsieder) foglalkozású Bartholomäus Spaunról 1583-1599 között tesznek említést a források Deisenhausenben (Günzburg járás), aki később Linzben vagyonosodott meg. Hermann a fia volt az osztrák bárói rangra emelt Joseph von Spaun császári-királyi udvari tanácsosnak (1788–1865), Bécs és Teschen tiszteletbeli polgárának, valamint Franziska Roner Edle von Ehrenwertnek (1795–1890). Spaun 1892. április 28-án Triesztben feleségül vette Emma Lobmeyrt, a közismert bécsi üvegárukereskedés alapítójának unokáját és az ismert iparos-mecénás Ludwig Lobmeyrnek a unokahúgát. A felesége tartott egy gepárdot, és ismert volt arról, hogy a sétáira magával vitte  pórázon vezetve.

## Tengerészeti pályafutása

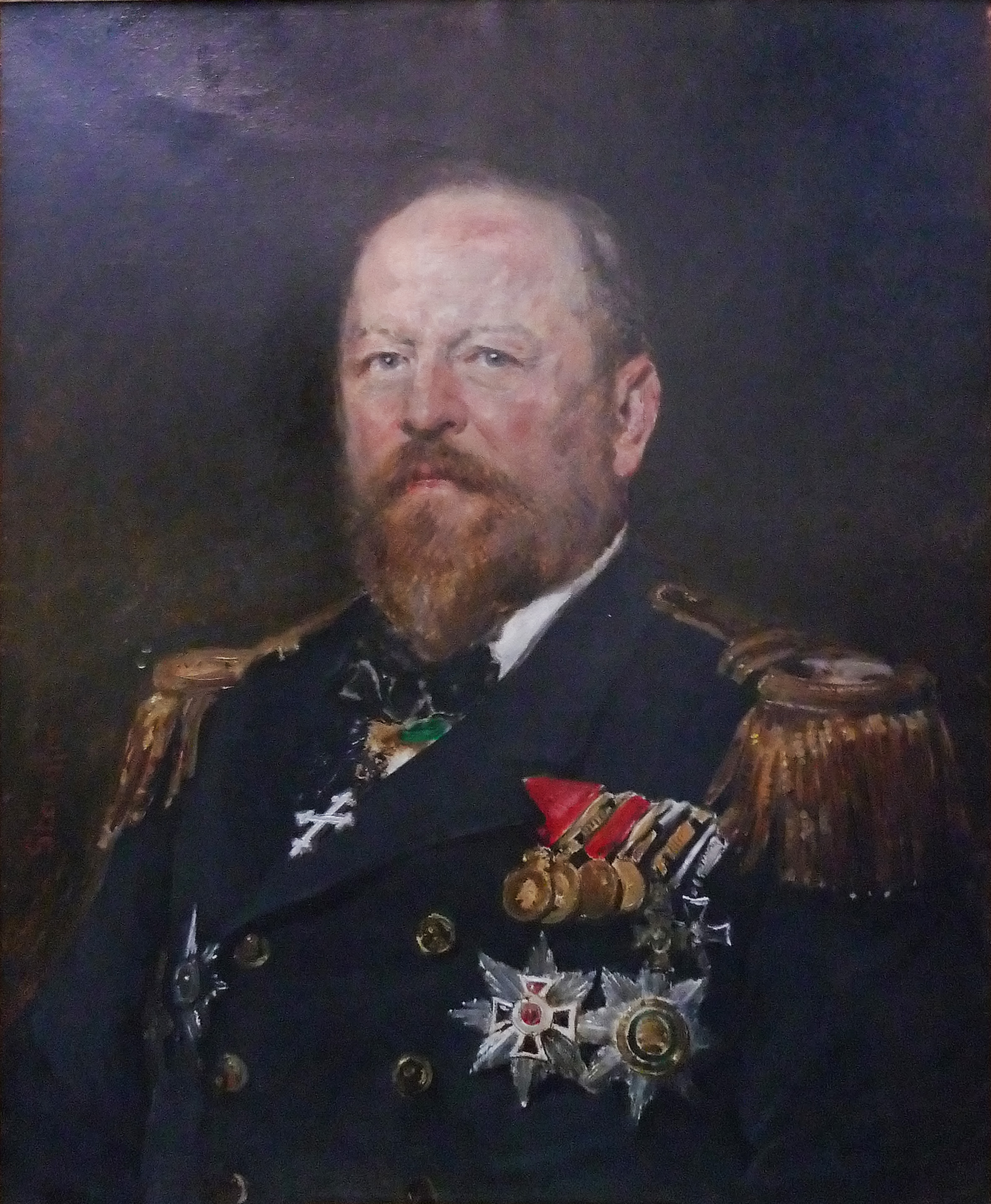
Viktor Stauffer portréja a tengernagyról a bécsi Hadtörténeti Múzeumban (Heeresgeschichtliches Museum)

Spaun 1850-ben kadettként csatlakozott a császári-királyi haditengerészethez, a kadétéveit kizárólag a tengeren töltötte különböző hajók fedélzetén. 1853-ban fregattzászlóssá (Fregattenfähnrich) léptették elő. 1859-ben már fregatthadnagyi rangban vett részt az Artemisia goelette (szkúner) első tisztjeként a Franciaországgal és a Szárd-Piemonti Királysággal vívott háborúban.  Az 1864-es német–dán háborúban a Don Juan d’Austria páncélos fregatt első tisztjeként vett részt az Északi-tengeren. Az 1866-os porosz–osztrák–olasz háború kezdetén az Andreas Hofer gőzös parancsnoka volt, de hamarosan az Erzherzog Ferdinand Max páncélos fregatt második parancsnokává nevezték ki. Ezzel a hajóval vett részt az Ancona irányában végrehajtott felderítő műveletben, majd július 20-án a lissai csatában. A csata során tanúsított bátorságáért a Osztrák Császári Vaskorona-rend 3. osztályával tűntették ki.
1867-től két éven át a Saïda goelette (szkúner) parancsnoka volt. 1869-ben korvettkapitánnyá léptették elő és a Hum ágyúnaszád parancsnokává tették meg. 1871-ben fregattkapitánnyá léptették elő, 1873-ban tengerészeti attasénak Londonba irányították. A Monarchia haditengerészetét hat éven át képviselte Nagy-Britanniában és eközben értékes bepillantást nyert a világ akkori legnagyobb haditengerészetének viszonyaiba. 1879-től 1883-ig Károly István főherceg mellé volt beosztva és társaságában utazta be a Saïda fedélzetén Brazíliát és Észak-Amerikát. 1884-ben a Tegetthoff kazamatapáncélos parancsnokságával bízták meg, majd a Miramar császári jacht parancsnoka lett, míg az a trónörökös párral tett keleti utazást.
Az 1885-ös nyári hadgyakorlat során a Prinz Eugen kazamatahajót vezette és közvetlen ezután egy földközi-tengeri divízió parancsnokává nevezték ki, mellyel 1886-ban részt vett a görög partok blokád alá vételében. Ugyanebben az évben ellentengernaggyá léptették elő és a tengerésztechnikai bizottság vezetésével bízták meg. A következő év nyári hadgyakorlatán hajórajparancsnokként a teljes flotta parancsnokságát látta el.
Az 1889-es washingtoni nemzetközi tengerészeti konferencián ő képviselte Ausztria–Magyarországot és a flotta delegációját ő vezette az 1892-es Kolumbusz-ünnepségekre Genovába, majd 1897-ben Viktória brit királynő trónra lépésének 60. évfordulójának ünnepségére. Miután 1892-ben altengernaggyá léptették elő, 1897 októberében átvette a haditengerészet parancsnokának, Daubelsky von Sterneck tengernagynak a képviseletét. Annak 1898. december 12-én bekövetkezett halála után utódja lett a haditengerészet parancsnokaként, és a császári és királyi hadügyminisztérium tengerészeti szekciójának vezetőjének nevezték ki. 1899. május 1-én léptették elő tengernaggyá. 1902-ben az osztrák birodalmi tanács felsőházának tagja lett.
A haditengerészet élén töltött közel hét év és 54 éves szolgálati idő után 1904. november 1-én saját kérésére nyugdíjazták. Ezt követően idejét főként Görzben töltötte.
1905 januárja és márciusa között meghívott bizottsági tagja volt annak a Párizsban összeült nemzetközi bizottságnak, mely öt tengernagy elnökletével az 1904. október 21-22-ei doggerbanki incidenst volt hivatott kivizsgálni és a brit halászhajókat ért tüzérségi tűzért való felelősséget megállapítani.
Spaunt császári és királyi titkos tanácsossá nevezték ki. A szolgálatainak különleges elismeréseként róla nevezték el az Admiral Spaun gyorscirkálót. Ezzel Spaun lett az egyetlen olyan Habsburg-házon kívüli névadója egy k. u. k. hadihajónak, aki után még életében nevezték el a hajót. A bécsi Hadtörténeti Múzeum haditengerészettel foglalkozó termében (Marinesaal) látható egy olajfestékkel készített portréja.

## Fordítás
- Ez a szócikk részben vagy egészben  a   Hermann von Spaun című német Wikipédia-szócikk ezen változatának fordításán alapul.  Az eredeti cikk szerkesztőit annak laptörténete sorolja fel. Ez a jelzés csupán a megfogalmazás eredetét és a szerzői jogokat jelzi, nem szolgál a cikkben szereplő információk forrásmegjelöléseként.

## Forrás
- A. Schmidt-Brentano: Spaun Hermann Frh. von. In: Österreichisches Biographisches Lexikon 1815–1950 (ÖBL). Band 13, Verlag der Österreichischen Akademie der Wissenschaften, Wien 2010, ISBN 978-3-7001-6963-5, 6 f.
- Heinrich Bayer v. Bayersburg, Österreichs Admirale, 2 Bde., Wien 1960/62
- A. Duschnitz – S. F. Hoffmann, Der oberste Kriegsherr und sein Stab, Die k.u.k. Wehrmacht in Wort und Bild, Wien 1908
- Genealogisches Handbuch des Adels, Adelige Häuser B Band XVIII, Seite 444, Band 95 der Gesamtreihe, C. A. Starke Verlag, Limburg (Lahn) 1989, ISSN 0435-2408